# ومبیم
ومبیم (به انگلیسی: Vembayam) یک روستا در هند است که در تریواندروم واقع شده‌است.

## خصوصیات
ومبیم ۱۹٬۴۰۵ نفر جمعیت دارد.